# 梅德维奥多沃农村居民点
梅德维奥多沃农村居民点（俄语：Медвёдовское сельское поселение）是俄罗斯联邦布良斯克州克林齐区所属的一个农村居民点。其下辖有9个居民点，行政中心为梅德维奥多沃。据2015年统计，该农村居民点的人口为2210人。